# Newport (Estrie)
Pour les articles homonymes, voir Newport.
Newport est une municipalité du Québec située dans la MRC du Haut-Saint-François en Estrie.

## Toponymie
« Parmi les municipalités regroupées pour former la ville de Cookshire-Eaton le 24 juillet 2002, se trouvait la municipalité du canton de Newport. Le 1er janvier 2006, celle-ci a été reconstituée en tant que municipalité. Le nom de Newport, implanté en Estrie depuis la fin du XVIIIe siècle, a d'abord été attribué à un canton proclamé en 1801 et obtenu en concession par Edmund Heard. Celui-ci s'était installé sur le territoire en 1794 avec sa famille ».

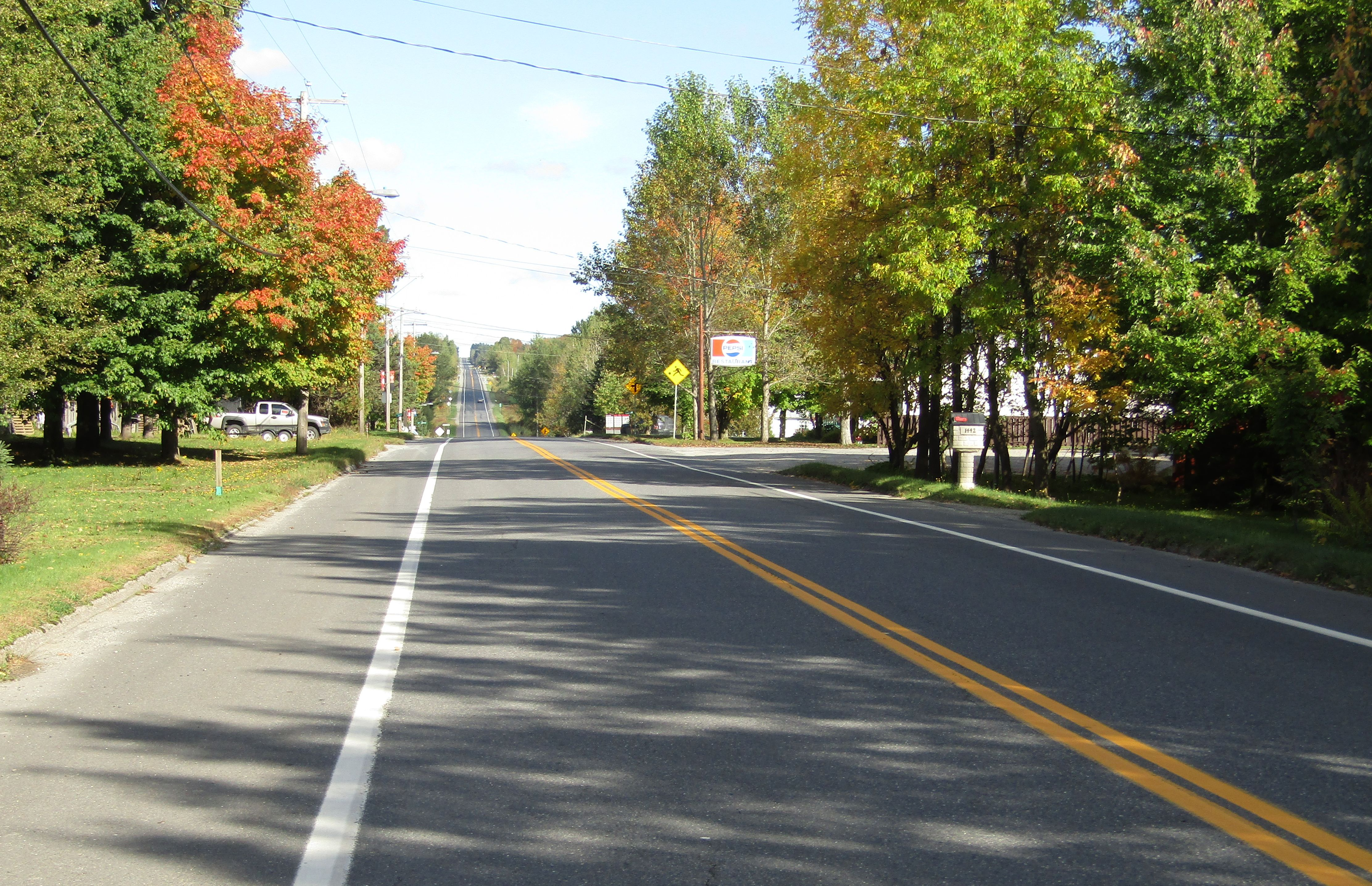
Hameau d'Island Brook en Estrie.

## Géographie
Newport, à l'est de Cookshire, est traversée par la route 212.

## Démographie
| 1996 | 2001 | 2006 | 2011 | 2016 | 2021 |
| ---- | ---- | ---- | ---- | ---- | ---- |
| 729  | 756  | 784  | 720  | 733  | 747  |

## Administration
Les élections municipales se font en bloc pour le maire et les six conseillers.
| Newport Maires depuis 2005                                                                                           |                        |         |          |
| Élection | Maire                  | Qualité | Résultat |
| 2005 | Malcolm Burns          |         | Voir     |
| n/d | Claude Lecomte         |         | Voir     |
| 2009 | Thérèse Ménard-Théroux |         | Voir     |
| 2013 | Lionel Roy             |         | Voir     |
| 2017 | Lionel Roy             | Voir    |          |
| 2021 | Robert Asselin         |         | Voir     |
| Élection partielle en italique Depuis 2005, les élections sont simultanées dans toutes les municipalités québécoises |                        |         |          |